# 須賀川インターチェンジ
須賀川インターチェンジ（すかがわインターチェンジ）は、福島県須賀川市牛袋町にある、東北自動車道のインターチェンジ。須賀川市のほか、石川郡石川町への最寄りとなるインターチェンジのひとつ。

## 道路
- E4 東北自動車道（16番）

直接接続
- 福島県道67号中野須賀川線

## 料金所
- ブース数：6

### 入口
- ブース数：2
  - ETC専用：1
  - 一般：1

### 出口
- ブース数：4
  - ETC専用：1
  - 一般：3

## 周辺
- 釈迦堂川
- 須賀川市役所
- 福島交通須賀川営業所
- 横山工業団地
- JR東日本東北本線 須賀川駅
- 須賀川市文化センター
- 須賀川アリーナ
- 須賀川市立博物館

## 隣
E4 東北自動車道
(15)矢吹IC - (15-1)鏡石PA/SIC - (16)須賀川IC - 安積PA - (17)郡山南IC